# Мір'ямі Куосманен
Мір'ямі Куосманен (22 лютого 1915, Кеуруу, Центральна Фінляндія, Фінляндія — 5 серпня 1963, Гельсінкі, Фінляндія) — фінська акторка. Знялася у 24 фільмах між 1937 і 1956 роками. Лауреатка премії «Юссі» за кращу акторську роль у фільмі «Білий Олень»(1952).
Померла раптово від крововиливу в мозок у віці 48 років.

## Вибрана фільмографія
- Пісня про червону квітку (1938)
- Золоте світло (1946)
- Білий олень (1952)

## Особисте життя
Чоловік Куосманен – режисер Ерік Бломберг. 